# Stephen Trask
Pour les articles homonymes, voir Trask.
Stephen Trask (né le 29 août 1966) est un compositeur américain de musiques de films.

## Filmographie

### comme compositeur
- 1993 : Happy Hour
- 2001 : Hedwig and the Angry Inch
- 2003 : Prey for Rock & Roll
- 2003 : Camp
- 2003 : Le Chef de gare (The Station Agent)
- 2003 : Whether You Like It or Not: The Story of Hedwig (vidéo)
- 2003 : Si' Laraby
- 2003 : Wuthering Heights (TV)
- 2004 : Chrystal
- 2004 : A Hole in One
- 2004 : 50 Ways to Leave Your Lover
- 2004 : En bonne compagnie (In Good Company)
- 2006 : American Dreamz
- 2006 : In the Land of Women
- 2007 : La Famille Savage
- 2007 : Building the Dream (vidéo)
- 2007 : Feast of Love
- 2009 : L'Assistant du vampire (Cirque du Freak: The Vampire's Assistant) de Paul Weitz
- 2010 : Le Plan B de Alan Poul (en)
- 2010 : Little Fockers de Paul Weitz
- 2013 : Admission de Paul Weitz

### comme acteur
- 2001 : Hedwig and the Angry Inch : Skszp